# لويس إدواردو رييس
لويس إدواردو رييس (بالإسبانية: Luis Eduardo Reyes)‏ (27 يناير 1954 في كولومبيا - ) هو لاعب كرة قدم كولومبي في مركز الدفاع. شارك مع منتخب كولومبيا لكرة القدم. أما مع النوادي، فقد لعب مع أمريكا دي كالي.

## وصلات خارجية
- لويس إدواردو رييس على موقع الاتحاد الدولي (مؤرشف)  (الإنجليزية)
- لويس إدواردو رييس على موقع قاعدة بيانات كرة القدم.إي يو (الإنجليزية)
- لويس إدواردو رييس على موقع ناشيونال فوتبول تيمز (الإنجليزية)